# Ernesto William De Luca
Ernesto William De Luca (* 1976) ist ein deutscher Computerlinguist und Informatiker.

## Leben
Er studierte Computerlinguistik an der Universität Bielefeld. Er war wissenschaftlicher Mitarbeiter am Forschungsinstitut ITC-IRST in Trento und promovierte an der Otto-von-Guericke-Universität Magdeburg. Von 2012 bis 2017 war er Professor für Informationswissenschaft an der Fachhochschule Potsdam. Seit 2015 leitet er eine Abteilung am  Georg-Eckert-Institut (GEI) und ist Professor für Informatik an der staatlich anerkannten privaten Fernuniversität Guglielmo Marconi (Università degli Studi „Guglielmo Marconi“) in Rom. Seit 2019 hat er den Lehrstuhl Digital Transformation und Digital Humanities am Institut für Technische und Betriebliche Informationssysteme der Fakultät für Informatik in Magdeburg inne.